# Avions Fairey Fox
Die Avions Fairey Fox VI war ein zweisitziges Aufklärungs- und Kampfflugzeug der belgischen Luftwaffe.

## Entwicklung
Avions Fairey baute in Lizenz die Fairey Fox IIM, einen Doppeldecker in Metallbauweise, der als Kampfflugzeug eingesetzt werden konnte. Als Antrieb diente ein Rolls-Royce Kestrel Motor mit einer Leistung von 358 kW (480 PS). Die belgische Luftwaffe stellte die ersten der insgesamt 31 hergestellten Maschinen 1933 in Dienst. Avions Fairey entwickelte das Modell weiter und es entstand die Fox VI. Der nun verwendete Motor von Hispano-Suiza brachte eine Leistungssteigerung von fast 80 %. Bis 1939 wurden 94 Flugzeuge des Typs Fox VI an die belgische Luftwaffe geliefert.
Zu Beginn des deutschen Feldzugs im Westen am 10. Mai 1940 besaß die Belgische Luftwaffe noch etwa 110 operationelle Fairey Fox Jagd-, Aufklärungs- und Leichte Bomber-Flugzeuge in neun Staffeln (Escadrilles).

## Varianten
Die Avions Fairey Fox III wurde aus dem Prototyp der Fox II entwickelt. Es war ein Aufklärungs- und Kampfflugzeug mit einem Armstrong Siddeley Serval Sternmotor, der 254 kW (340 PS) leistete. Es wurden 12 Exemplare gebaut.
Die Avions Fairey Fox IIIC war eine Weiterentwicklung der Fox II mit einem geschlossenen Cockpit. Ein Exemplat wurde als Fox IIICS mit Doppelsteuer gebaut. Insgesamt wurden 48 Stück gebaut.
Die Avions Fairey Fox IIIS war ein Trainingsflugzeug mit Doppelsteuer. Es wurden 4 Flugzeuge gebaut.
Die Avions Fairey Fox V war der Prototyp der Fox VI mit einem 485 kW (650 PS) starken Hispano-Suiza 12Ybrs Motor.
Die Avions Fairey Mono Fox VII war ein einsitziges Kampfflugzeug. Wegen des großen Unterrumpfkühlers erhielt sie den Spitznamen Känguru. Das Flugzeug erreichte eine Höchstgeschwindigkeit von 375 km/h. Die Bewaffnung bestand aus sechs MG. Zwei davon waren im Rumpf untergebracht, die anderen vier befanden sich in der oberen Tragfläche. Es wurden zwei Prototypen gebaut.
Die Avions Fairey Fox VIII war eine verbesserte Ausführung der Fox VI. Es wurden 12 Exemplare hergestellt.

## Technische Daten Avions Fairey Fox VI
| Kenngröße             | Daten |
| --------------------- | --- |
| Besatzung             | 2 |
| Spannweite            | 11,58 m |
| Länge                 | 9,17 m |
| Höhe                  | 3,35 m |
| max. Startmasse       | 2.245 kg |
| Höchstgeschwindigkeit | 365 km/h in 4.000 m Höhe                                                                                           |
| Steigzeit auf 6.000 m | 8:30 min |
| Dienstgipfelhöhe      | 11.200 m |
| max. Reichweite       | 600 km |
| Triebwerk             | ein Hispano-Suiza 12Ydrs mit 641 kW (860 PS)                                                                       |
| Bewaffnung            | ein oder zwei feste, synchronisierte MG Kal. 7,7 mm, ein bewegliches MG Kal 7,7 mm sowie eine leichte Bombenladung |